# Schriftstellerkollektiv
Ein Schriftstellerkollektiv ist eine Gruppe von Autoren, die gemeinsam Texte verfassen und dabei keinen Wert auf individuelles Urheberrecht legen.
Beispiele für derartige Gruppierungen sind
- Collectif AJAR
- Wu Ming (Italien)

Neben den Schriftstellerkollektiven gibt es Gruppen von Schriftstellern, die untereinander Ideen austauschen und ansonsten individuell arbeiten, wie die Gruppe 47.